# Prix littéraires 1961
Liste des prix littéraires décernés au cours de l'année 1961 :

## Prix internationaux
- Prix Nobel de littérature : Ivo Andric, ( Yougoslavie)[1]
- Grand prix littéraire d'Afrique noire : Aké Loba (Côte d'Ivoire) pour Kocumbo, l'étudiant noir[2]

## Allemagne
- Prix Georg-Büchner : Hans Erich Nossack[3]

## Belgique
- Prix Victor-Rossel : David Scheinert pour Le Flamand aux longues oreilles

## Canada
- Prix du Gouverneur général :
  - Catégorie « Romans et nouvelles de langue anglaise » : Malcolm Lowry pour Hear Us O Lord from Heaven Thy Dwelling Place (Écoute notre voix, Ô Seigneur)
  - Catégorie « Romans et nouvelles de langue française » : Yves Thériault pour Ashini
  - Catégorie « Poésie ou théâtre de langue anglaise » : Robert Finch pour Acis in Oxford
  - Catégorie « Études et essais de langue anglaise » : T. A. Goudge pour The Ascent of Life
  - Catégorie « Études et essais de langue française » : Jean Le Moyne pour Convergences

## Chili
- Prix national de Littérature : Marta Brunet [4]

## Corée du Sud
- Prix Dong-in : Seo Kiwon pour L'étreinte d'un soir et Nam Jeonghyeon pour Ce que vous êtes
- Prix de littérature contemporaine (Hyundae Munhak) :
  - Catégorie « Poésie » : Kim Sangeok pour 秘敎錄序
  - Catégorie « Roman » : O Yugwon pour 異域의 山莊
  - Catégorie « Critique » : Won Hyeong-gap pour 해석적 비평의 길

## Espagne
- Prix Nadal : Juan Antonio, pour El curso
- Prix Planeta : Torcuato Luca de Tena Brunet (es), pour La mujer de otro
- Prix national de Narration : Manuel Halcón (es), pour Monólogo de una mujer fría
- Prix national de poésie : non décerné
- Prix Adonáis de Poésie : Luis Feria (es), pour Conciencia

## États-Unis
- National Book Award :
  - Catégorie « Fiction » : Conrad Richter pour The Waters of Kronos
  - Catégorie « Essais » : William L. Shirer pour The Rise and Fall of the Third Reich (Le Troisième Reich des origines à la chute)
  - Catégorie « Poésie » : Randall Jarrell pour The Woman at the Washington Zoo: Poems and Translations
- Prix Hugo :
  - Prix Hugo du meilleur roman : Un cantique pour Leibowitz (A Canticle for Leibowitz) par Walter M. Miller, Jr
  - Prix Hugo de la meilleure nouvelle courte : Long cours (The Longest Voyage) par Poul Anderson
- Prix Pulitzer :
  - Catégorie « Fiction » : Harper Lee pour To Kill a Mockingbird (Ne tirez pas sur l'oiseau moqueur)
  - Catégorie « Biographie et Autobiographie » : David Donald pour Charles Sumner and the Coming of the Civil War
  - Catégorie « Histoire » : Herbert Feis pour Between War and Peace: The Potsdam Conference (Entre guerre et paix. La Conférence de Potsdam)
  - Catégorie « Poésie » : Phyllis McGinley pour Times Three: Selected Verse From Three Decades
  - Catégorie « Théâtre » : Tad Mosel pour All the Way Home

## Finlande
- Prix Aleksis-Kivi : Eeva-Liisa Manner
- Prix Kalevi-Jäntti : Harri Kaasalainen pour Simultaani
- Prix Eino-Leino : Juha Mannerkorpi
- Prix national de littérature : Paavo Haavikko pour Münchhausen, Nuket ja Yksityisiä asioita,  Väinö Linna pour Täällä Pohjantähden alla II,  Eeva-Liisa Manner pour Orfiset laulut,  Veijo Meri pour Vuoden 1918 tapahtumat
- Prix littéraire de la ville de Tampere : Mirkka Rekola pour Syksy muuttaa linnut, Lauri Viita pour Suutarikin suuri viisas
- Prix Tollander : Anna Bondestam
- Prix Rudolf-Koivu : Helga Sjöstedt pour Hölmölän kylä de Eero Salola
- Prix Topelius : Salme Setälä pour Minä olen Marlene
- Prix Mikael-Agricola : Juhani Konkka
- Médaille Anni-Swan : Merja Otava pour Priska
- Prix d'écriture Juhana-Heikki-Erkko : Kari Aronpuro

## France
- Prix Goncourt : Jean Cau, La Pitié de Dieu
- Prix Médicis : Philippe Sollers pour Le Parc
- Prix Renaudot : Roger Bordier, Les Blés
- Prix Femina : Henri Thomas, Le Promontoire
- Prix Interallié : Jean Ferniot, L'Ombre portée
- Grand prix du roman de l'Académie française : Pham Van Ky, Perdre la demeure
- Prix des libraires : Andrée Martinerie, Les Autres Jours
- Prix des Deux Magots : Bernard Jourdan, Saint-Picoussin
- Prix du Roman populiste : Christiane Rochefort pour Les Petits Enfants du siècle

## Italie
- Prix Strega : Raffaele La Capria, Ferito a morte (Bompiani)
- Prix Bagutta : Giorgio Vigolo, Le notti romane, (Bompiani)
- Prix Napoli : non décerné
- Prix Viareggio : Alberto Moravia, La noia

## Monaco
- Prix Prince-Pierre-de-Monaco : Jean Dutourd

## Royaume-Uni
- Prix James Tait Black :
  - Fiction : Jennifer Dawson pour The Ha-Ha
  - Biographie : M. K. Ashby pour Joseph Ashby of Tysoe
- Prix WH Smith : Nadine Gordimer pour Friday's Footprint
- Prix John-Llewellyn-Rhys : David Storey pour Flight into Camden
- Médaille Carnegie : Lucy M. Boston pour A Stranger at Green Knowe
- Prix Rose-Mary-Crawshay : Vittoria Sanna pour Sir Thomas Browne's "Religio Medici"[5]
- Prix Somerset-Maugham : V. S. Naipaul pour Miguel Street[6]